# 疱瘡神

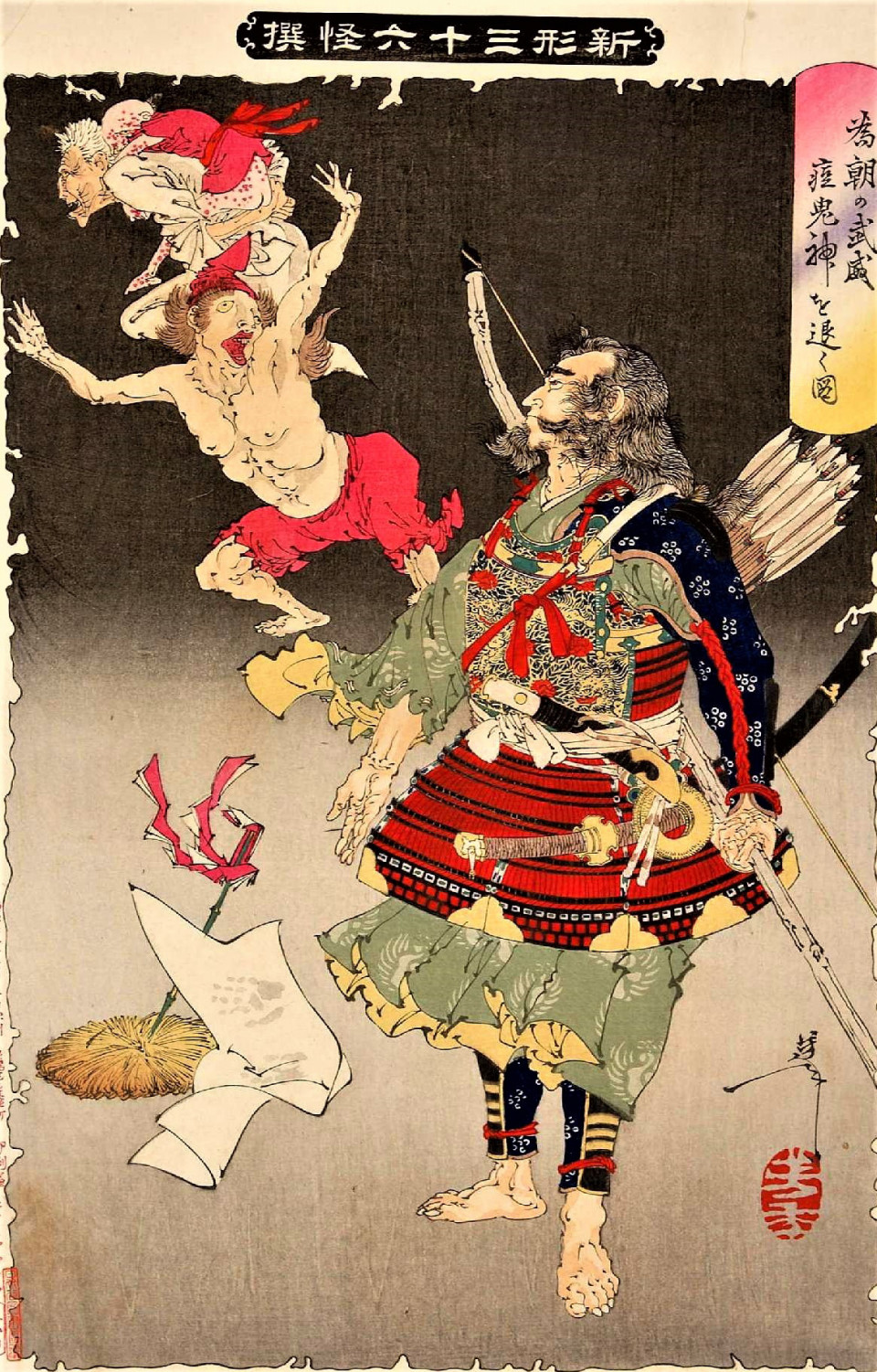
月岡芳年画『新形三十六怪撰』より「為朝の武威痘鬼神を退く図」。左上の子供を背負った老婆は、子供の疱瘡神を背負って逃げる老婆の疱瘡神とする解釈と、発疹した子供を背負う老婆とする解釈の2通りがあり、後者の解釈ではその下に描かれている者が疫病神とされる。

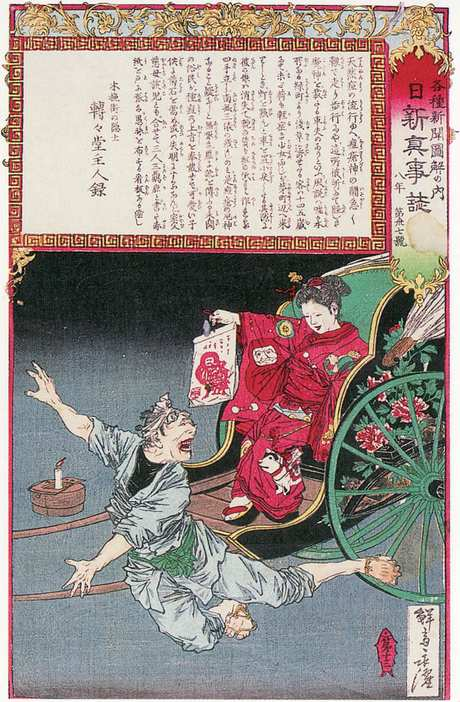
明治8年（1875年）の錦絵新聞『日新真事誌』の記事にある疱瘡神の目撃談。鮮斎永濯画。

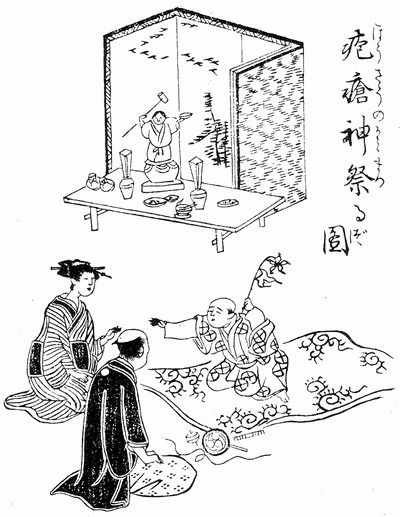
志水軒朱蘭『疱瘡心得草』より「疱瘡神祭る図」

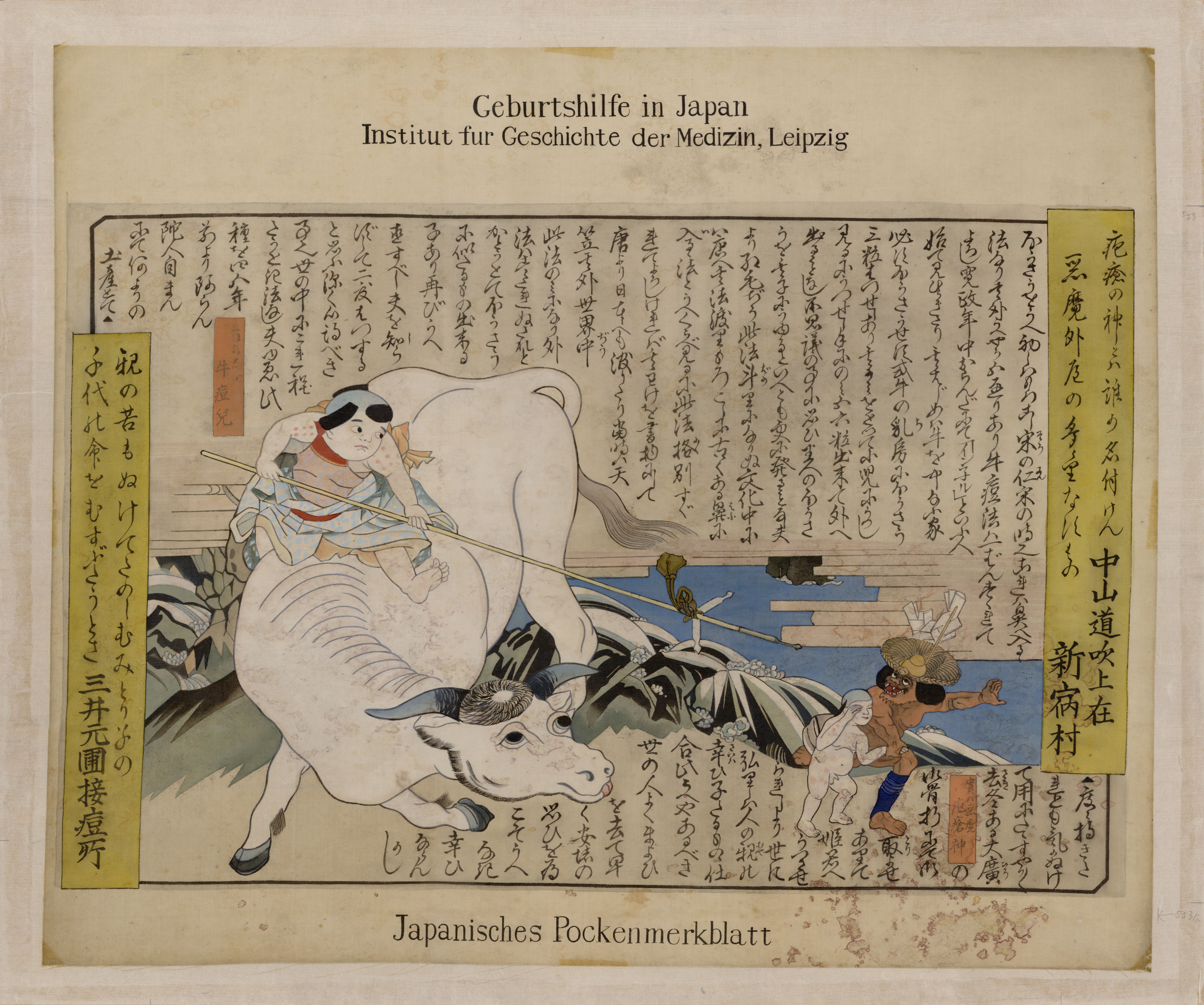
佐賀県立図書館蔵『種痘之図』疱瘡神の連れている子供に牛痘児が種痘をしようとしている図

疱瘡神（ほうそうがみ、ほうそうしん）は、疱瘡（天然痘）を擬神化した悪神で、疫病神の一種である。

## 概要
平安時代の『続日本紀』によれば、疱瘡は天平7年（735年）に朝鮮半島の新羅から伝わったとある（天平の疫病大流行）。当時は外交を司る大宰府が九州の筑前国（現・福岡県）筑紫郡に置かれたため、外国人との接触が多いこの地が疱瘡の流行源となることが多く、大宰府に左遷された菅原道真や藤原広嗣らの御霊信仰とも関連づけられ、疱瘡は怨霊の祟りとも考えられた。近世には疱瘡が新羅から来たということから、三韓征伐の神として住吉大明神を祀ることで平癒を祈ったり、病状が軽く済むよう疱瘡神を祀ることも行われていた。寛政時代の古典『叢柱偶記』にも「本邦患レ痘家、必祭二疱瘡神夫妻二位於堂一、俗謂二之裳神一（『我が国で疱瘡を患う家は、必ず疱瘡神夫妻お2人を御堂に祭り、民間ではこれを裳神という』の意）」と記述がある。
笠神、芋明神（いもみょうじん）などの別名でも呼ばれるが、これは疱瘡が激しい瘡蓋を生じることに由来する。
かつて医学の発達していなかった時代には、根拠のない流言飛語も多く、疱瘡を擬人化するのみならず、実際に疱瘡神を目撃したという話も出回った。1875年（明治8年）には、本所で人力車に乗った少女がいつの間にか車上から消えており、あたかも後述する疱瘡神除けのように赤い物を身に付けていたため、それが疱瘡神だったという話が、当時の錦絵新聞『日新真事誌』に掲載されている（右側の画像を参照）。

## 風習
疱瘡神は犬や赤色を苦手とするという伝承があるため、「疱瘡神除け」として張子の犬人形を飾ったり、赤い御幣や赤一色で描いた鍾馗の絵をお守りにしたりするなどの風習を持つ地域も存在した。疱瘡を患った患者の周りには赤い品物を置き、未患の子供には赤い玩具、下着、置物を与えて疱瘡除けのまじないとする風習もあった。赤い物として、鯛に車を付けた「鯛車」という玩具や、猩々の人形も疱瘡神よけとして用いられた。疱瘡神除けに赤い物を用いるのは、疱瘡のときの赤い発疹は予後が良いということや、健康のシンボルである赤が病魔を払うという俗信に由来するほか、生き血を捧げて悪魔の怒りを解くという意味もあると考えられている。江戸時代には赤色だけで描いた「赤絵」と呼ばれるお守りもあり、絵柄には源為朝、鍾馗、金太郎、獅子舞、達磨など、子供の成育にかかわるものが多く描かれた。為朝が描かれたのは、かつて八丈島に配流された為朝が疱瘡神を抑えたことで島に疱瘡が流行しなかったという伝説にも由来する。「もて遊ぶ犬や達磨に荷も軽く湯の尾峠を楽に越えけり」といった和歌もが赤絵に書かれることもあったが、これは前述のように疱瘡神が犬を苦手とするという伝承に由来する。
江戸時代の読本『椿説弓張月』においては、源為朝が八丈島から痘鬼（疱瘡神）を追い払った際、「二度とこの地には入らない、為朝の名を記した家にも入らない」という証書に痘鬼の手形を押させたという話があるため、この手形の貼り紙も疱瘡除けとして家の門口に貼られた。浮世絵師・月岡芳年による『新形三十六怪撰』に「為朝の武威痘鬼神を退く図」と題し、為朝が疱瘡神を追い払っている画があるが、これは疱瘡を患った子を持つ親たちの、強い為朝に疱瘡神を倒してほしいという願望を表現したものと見られている（冒頭画像参照）。貼り紙の事例としては「子供不在」と書かれた紙の例もあるが、これは子供が疱瘡を患いやすかったことから「ここには子供はいないので他の家へ行ってくれ」と疱瘡神へアピールしていたものとされる。
疱瘡は伝染病であり、発病すれば個人のみならず周囲にも蔓延する恐れがあるため、単に物を飾るだけでなく、土地の人々が総出で疱瘡神を鎮めて外へ送り出す「疱瘡神送り」と呼ばれる行事も、各地で盛んに行われた。鐘や太鼓や笛を奏でながら村中を練り歩く「疱瘡囃子」「疱瘡踊り」を行う土地も多かった。
また、地方によっては疱瘡神を悪神と見なさず、疱瘡のことを人間の悪い要素を体外に追い出す通過儀礼とし、疱瘡神はそれを助ける神とする信仰もあった。この例として新潟県中頚城郡では、子供が疱瘡にかかると藁や笹でサンバイシというものを作り、発病の1週間後にそれを子供の頭に乗せ、母親が「疱瘡の神さんご苦労さんでした」と唱えながらお湯をかける「ハライ」という風習があった。
医学の発達していない時代においては、人々は病気の原因とされる疫病神や悪を祀り上げることで、病状が軽く済むように祈ることも多く、疱瘡神に対しても同様の信仰があった。疱瘡神には特定の祭神はなく、自然石や石の祠に「疱瘡神」と刻んで疱瘡神塔とすることが多かった。疫病神は異境から入り込むと考えられたため、これらの塔は村の入口、神社の境内などに祀られた。これらは前述のような疱瘡神送りを行う場所ともなった。
昔の沖縄では痘瘡のことをチュラガサ（清ら瘡）といい、痘瘡神のご機嫌をとることに専念した。病人には赤い着物を着せ、男たちは夜中、歌・三線を奏で痘瘡神をほめたたえ、その怒りをやわらげようと夜伽をした。地域によっては蘭の花を飾ったり、加羅を焚いたり、獅子舞を繰り出した。また、琉歌の分類の中に疱瘡歌があり、これは疱瘡神を賛美し、祈願することで天然痘が軽くすむこと、治癒を歌った歌である。形式的には琉歌形式であるが、その発想は呪術的心性といえよう。
幕末期に種痘が実施された際には、外来による新たな予防医療を人々に認知させるため、「牛痘児」と呼ばれる子供が牛の背に乗って疱瘡神を退治する様が引札に描かれ、牛痘による種痘の効果のアピールが行われた。種痘による疱瘡の予防が一般化した後も、地方によっては民間伝承における疱瘡神除けの習俗が継承されていた。例として兵庫県多紀郡篠山町（現・丹波篠山市）では、予防接種から1週間ほど後、御幣を立てた桟俵に笹の葉、赤飯、水引などを備え、道端に送る風習があった。大阪府豊能郡能勢町でも「湯がけ」といって、同様に種痘から12日目に紐を通した桟俵に赤い紙と赤飯を備えて疱瘡神を送った。千葉県印旛郡では疱瘡流行時、子女が万灯を肩に鼓を打ちながら村を囃して歩くことが明治10年頃まで続けられていた。接種の際に赤い御幣、赤飯、食紅の印を付けた饅頭などが供えられることも多かった。
21世紀に入っても、赤い御幣などの疱瘡神を家庭で祀っている例があり、疱瘡神の加護によって疱瘡を患うことのなかったことの感謝の念が今なお残っているものと見られている。前述の疱瘡囃子や疱瘡踊りが伝統行事として行われている土地も多く、茨城県では土浦市田宮地区の疱瘡囃子が、鹿児島県では薩摩郡入来町（現・薩摩川内市）や大浦町（現・南さつま市）などで行われていた疱瘡踊りが、それぞれ県の無形民俗文化財に指定されている。

## 疱瘡神を祀る主な日本の社寺
- 本光寺（千葉県市川市）
- 稲荷神社（千葉県佐倉市）
- ほうそう神様（東京都神津島村）

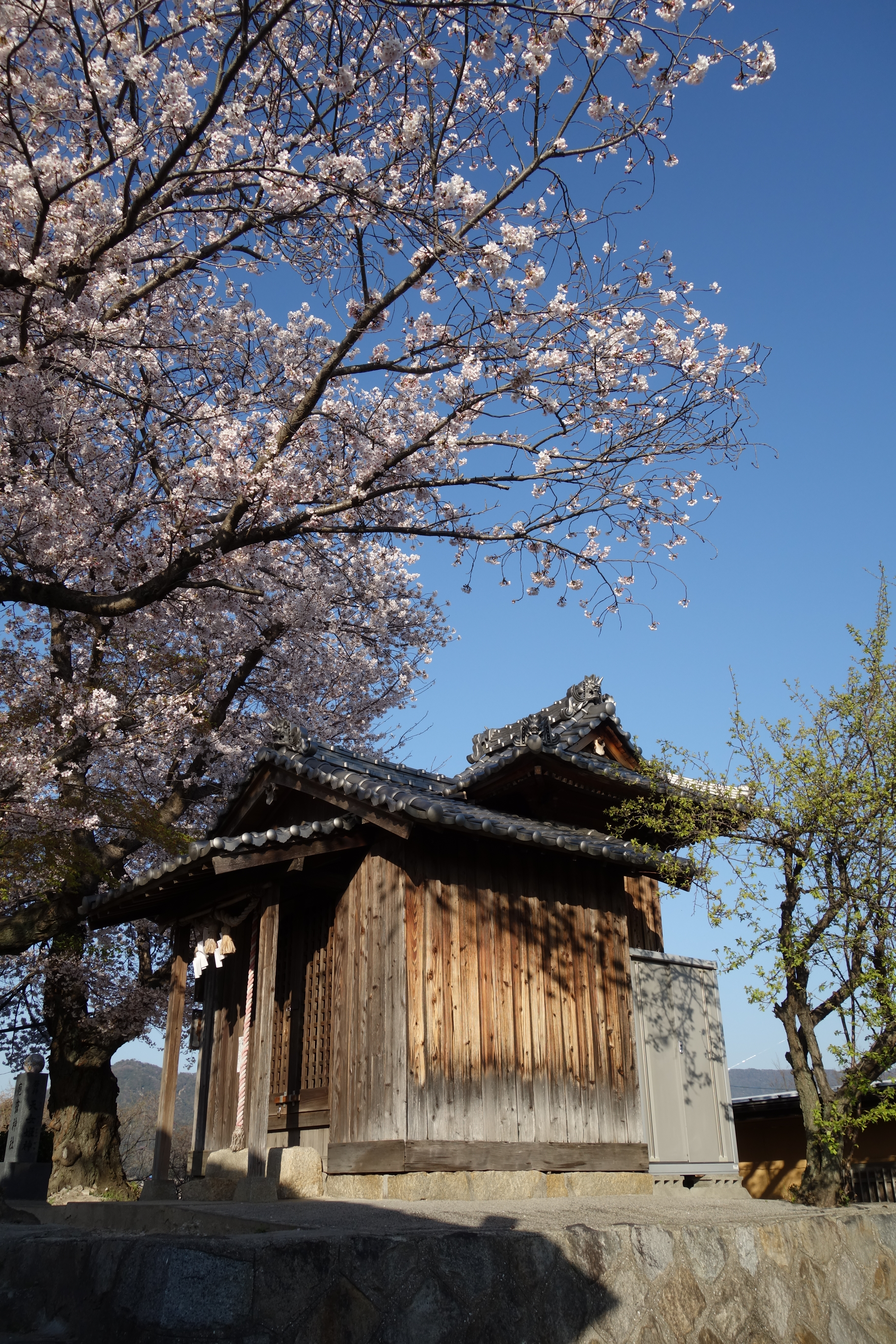
疱瘡神社、広島県広島市南区（2022年4月）

- 疱瘡神社（広島県広島市南区堀越）- 平清盛の側室、常盤御前の娘が疱瘡で1179年（治承3年）に14歳で亡くなり、埋葬された地に建てられたとの言い伝えが残る[18][19]。